# Wachlarzynowate
Wachlarzynowate (Ptychopteridae) – rodzina muchówek z podrzędu długoczułkich. Obejmuje około 130 opisanych gatunków. Larwy wodne; żyją w mule, gdzie żerują na drobnych cząstkach organicznych.

## Opis

Schemat użyłkowania skrzydła wachlarzynowatych. C – żyłka kostalna, Sc – żyłka subkostalna, od R1 do R5 – żyłki radialne, Rs – sektor radialny, M1 i M2 – żyłki medialne, CuA1 i CuA2 – żyłki anterokubitalne, A1 – żyłka analna, h – żyłka poprzeczna barkowa, r-m – żyłka poprzeczna radialno-medialna, m-cu – żyłka poprzeczna medialno-kubitalna, fv – żyłka pozorna.

### Owad dorosły
Muchówki o wydłużonym ciele długości od 7 do 14 mm, zwykle ubarwionym błyszcząco czarno, niekiedy z białym lub żółtym wzorem. Czułki samców dłuższe niż samic. Liczba członów budujących biczyk czułka wynosi 13 u Ptychopterinae oraz 16–17 u Bittacomorphinae. Głowa pozbawiona jest przyoczek. Uwsteczniony aparat gębowy cechują mięsiste labella oraz pięcioczłonowe głaszczki o najdłuższym członie ostatnim.
Na tułowiu przed właściwymi przezmiankami występuje para mniejszych wyrostków (prehalteres). Szew grzbietowy na tarczy śródplecza (mesoscutum) zawraca po bokach zakręcony, tworząc zapętlony rowek. Skrzydła są smukłe, szypułkowate, o długości od 5 do 12 mm. Błonę mają porośniętą mikroskopijnymi włoskami i często wzorzystą. Ich użyłkowanie cechuje brak komórki dyskalnej, czterogałęzista żyłka radialna i pojedyncza żyłka analna sięgająca krawędzi skrzydła. Charakterystyczna jest obecność żyłkopodobnego zgięcia błony skrzydłowej między żyłką kubitalną a analną (tzw. żyłka pozorna). Odnóża są smukłe, o nabrzmiałych nasadowych członach stóp. Odwłok, zwłaszcza u samców, ma kształt buławkowaty.

### Larwy

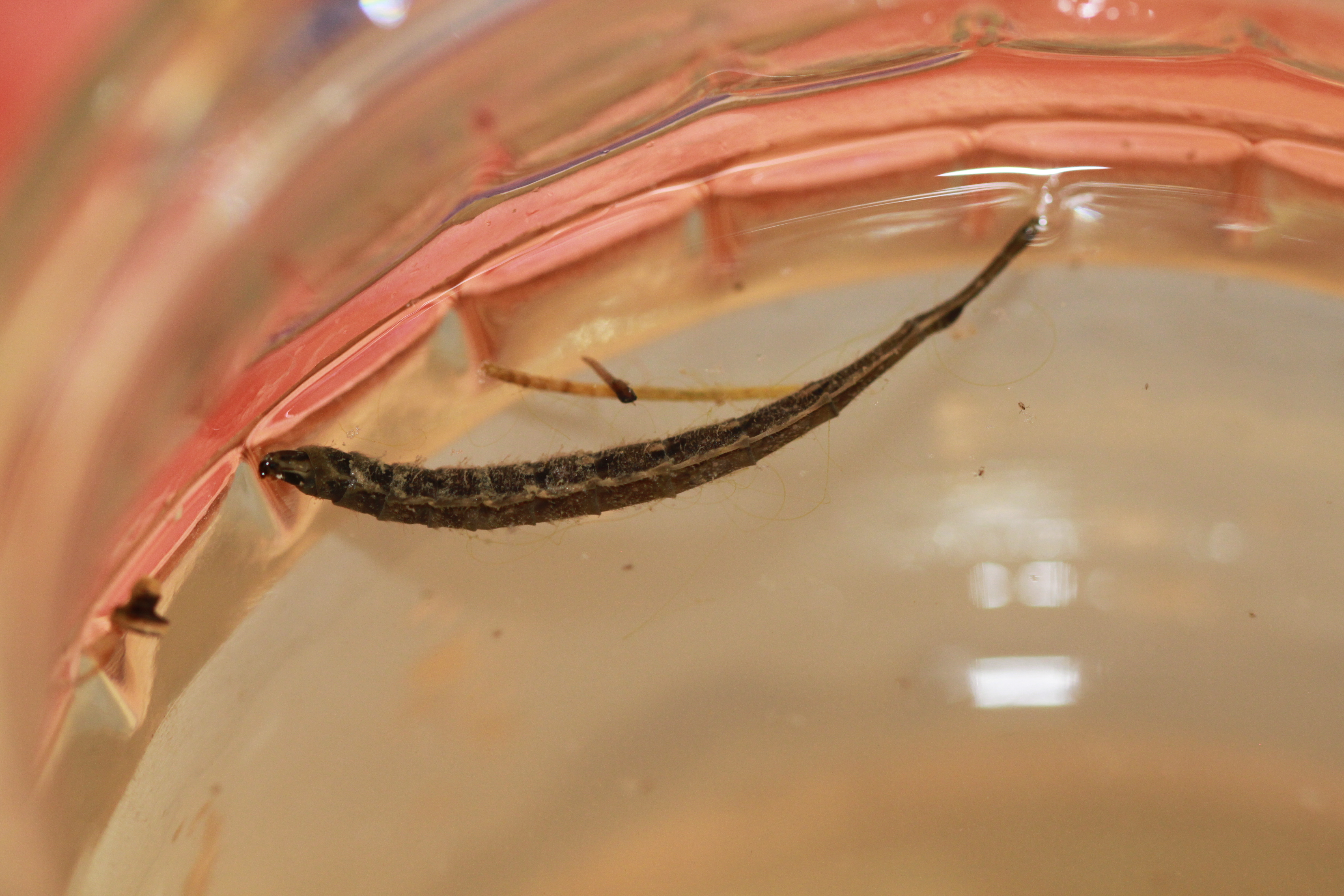
Larwa z rodzaju Ptychoptera

Larwy mają długie i smukłe ciało. Głowa ma silnie zesklerotyzowany szkielet zewnętrzny. Wyposażona jest w słabo widoczne oczy proste (stemmata) i czułki. Narządy gębowe cechują kanciasto zakrzywione żuwaczki i pędzle utworzone przez silne szczecinki. Charakterystyczna jest także zesklerotyzowana płytka podgębia, zlokalizowana przed mostkiem hypostomalnym. Trzy początkowe sternity odwłoka dysponują posuwkami, zaopatrzonymi w zestawy haczyków. Na końcu odwłoka znajduje się rurka oddechowa (syfon).

## Biologia i występowanie
Przedstawiciele rodziny zamieszkują krainy: palearktyczną, orientalną, afrotropikalną i madagaskarską. W Polsce stwierdzono 9 gatunków (zobacz: wachlarzynowate Polski).
Larwy i poczwarki są wodne. Żyją zagrzebane w mule, w takich miejscach jak źródliska, bagna i pobrzeża wolno płynących strumieni. Larwa ustawiona jest pionowo, tak, że głowa tkwi w osadzie dennym, a rurka oddechowa wystaje ponad powierzchnię wody. Podobne ustawienie przyjmują poczwarki, których wiciowate rurki oddechowe mogą być znacznie dłuższe od ciała. Pokarmem larw są drobne cząsteczki materii organicznej wychwytywane spośród osadu. Zarówno larwy jak i poczwarki w przypadku zaniepokojenia potrafią szybko zagrzebywać się w mule.
Postacie dorosłe żyją krótko i przebywają w okolicach miejsc rozrodu. Opcjonalnie mogą pobierać pokarm np. w postaci spadzi wydzielanej przez pluskwiaki. Samice składają jaja w mule lub błocie nasączonym wodą.

## Taksonomia i ewolucja
Wachlarzynowate klasyfikuje się w infrarzędzie Ptychopteromorpha lub Psychodomorpha. Dotychczas opisano około 60 gatunków współczesnych i ponad 70 gatunków wymarłych. Klasyfikuje się je w 5 podrodzinach:
- Bittacomorphinae
- †Eoptychopterinae
- †Eoptychopterininae
- †Proptychopterininae
- Ptychopterinae